# Васо Николовски
Васо Николовски (на македонска литературна норма: Васо Николовски) е поет от Северна Македония.

## Биография
Роден е през 1955 година в гостиварското село Балин дол, тогава във Федерална Югославия. Завършва Филологическия факултет на Скопския университет. Работи като библиотекар в Основното училище „Свети Климент Охридски“ в Скопие. Член е на Дружеството на писателите на Македония от 1989 година.